# Nothogymnomitrion erosum
Nothogymnomitrion erosum là một loài rêu tản trong họ Gymnomitriaceae. Loài này được (Carrington & Pearson) R.M. Schust. miêu tả khoa học lần đầu tiên năm 1996.